# RFHL
Riksförbundet för Rättigheter, Frigörelse, Hälsa och Likabehandling, oftast förkortat ''RFHL'', är en idéburen organisation i Sverige grundad 1965 som Riksförbundet för hjälp åt läkemedelsmissbrukare.
Organisationen är en av få riksomfattande organisationer som inte delar målet om det narkotikafria samhället. Medlemmarna består främst av före detta narkomaner, läkemedelsberoende och alkoholmissbrukare, men även av vårdpersonal, forskare och anhöriga. Organisationen vill främst verka för en nyansering av narkotikadebatten, som de anser vara obalanserad och svartvit.

## Verksamhet och historik
Föreningen grundades 1965, och dess förste ordförande var Frank Hirschfeldt. Man antog namnet Riksförbundet För Hjälp åt Läkemedelsmissbrukare och deltog i utgivningen av Pockettidningen R.
Organisationen stödde det legalförskrivningsprojekt som några läkare i Stockholm höll för som flest 120 narkomaner mellan 1965 och 1967. Emellertid var de olyckliga med genomförandet och drog tillbaka sitt stöd. Under 1970- och 80-talen minskade organisationens inflytande kraftigt, till förmån för FMN, Hassela solidaritet och RNS. RFHL motsatte sig tvångsvård för missbrukare och även kriminaliseringen av bruk 1988. Föreningens tidning Oberoende utkommer med fyra nummer om året.
Dagens RFHL har antagit riktlinjer som "fokus på liv och hälsa istället för lag och ordning" och "vård och behandling istället för straff". Som en konsekvens verkar de för avkriminalisering av narkotika för eget bruk, sprutbytesprogram för intravenösa missbrukare och för att erbjuda underhållsbehandling med drogsubstitut (eller läkemedelsassisterad behandling så tillvida att de inte ser lagliga drogsubstitut i sig som något bra).

## Namnhistorik
I samband med kongressen 2012 togs ett beslut om att förbundet skulle byta uttydning av den etablerade akronymen RFHL. Efter att förbundet och dess medlemsföreningar och många andra verksamheter kommit att arbeta med så mycket mer än enbart narkotika- och läkemedelsfrågor ville man från kongressen spegla att verksamheten och tidsandan förändrats. Man ville bort från synen på människor som hjälpbehövande och valde istället att lyfta fram rättigheter, hälsa, rätten till likabehandling och möjligheter att själv styra över den egna tillvaron och få en möjlighet till egenmakt. Den nya uttydningen, Riksförbundet för Rättigheter, Frigörelse, Hälsa och Likabehandling, har kommit att innebära en visualisering av det starka engagemanget i rättvisefrågor, socialpolitik, jämställdhetsfrågor och synen på hälsa och välmående och mycket annat som i sin tur blir relevanta för individens risk att hamna i ett beroende av såväl läkemedel andra narkotikaklassade preparat som alkohol.

RFHL har under årens lopp uttytts på olika sätt:
- 1965-: RFHL - Riksförbundet För Hjälp åt Läkemedelsmissbrukare[2]
- 1998-: RFHL - Riksförbundet för hjälp åt narkotika- och läkemedelsberoende[3]
- 2012-: RFHL - Riksförbundet för Rättigheter, Frigörelse, Hälsa och Likabehandling[1]
- 2021-: RFHL - Riksförbundet hela livet[4]